# Éric Bertrand
Éric Christian Bertrand (* 16. April 1975 in Saint-Éphrem-de-Beauce, Québec) ist ein ehemaliger kanadischer Eishockeyspieler und -trainer, der im Verlauf seiner aktiven Karriere zwischen 1992 und 2009 unter anderem 491 Spiele in der American Hockey League (AHL) auf der Position des linken Flügelstürmers bestritten hat. Darüber hinaus absolvierte Bertrand jeweils über 100 Partien in der Deutschen Eishockey Liga (DEL) und dänischen Oddset bzw. AL-Bank Ligaen, wo er jeweils die Landesmeisterschaft gewann, sowie 15 Begegnungen in der National Hockey League (NHL).

## Karriere
Éric Bertrand startete seine Karriere in der kanadischen Juniorenliga Ligue de hockey junior majeur du Québec (LHJMQ) bei den Bisons de Granby, für die er von 1992 bis 1995 spielte. Im NHL Entry Draft 1994 wurde der Linksschütze von den New Jersey Devils an insgesamt 207. Stelle gedraftet. Von 1995 spielte er fünf Jahre für die Albany River Rats, das Farmteam der Devils in der American Hockey League (AHL). In der Spielzeit 1999/2000 erhielt er zwar erste Einsätze in der National Hockey League (NHL), wechselte im November 1999 gemeinsam mit Wes Mason im Tausch für Sylvain Cloutier, Jeff Williams und einem Siebtrunden-Wahlrecht im NHL Entry Draft 2000 aber aufgrund der mangelnden Perspektive noch während der Saison zum Ligakonkurrenten Atlanta Thrashers. Bereits einen Monat später war er erneut Teil eines Transfergeschäfts, als er für Brian Wesenberg an die Philadelphia Flyers abgegeben wurde, sowie im Februar 2000 erneut, als ihn die Nashville Predators verpflichteten. Doch auch dort – wie auch eine Spielzeit später bei den Canadiens de Montréal, denen er sich im Sommer 2000 als Free Agent angeschlossen hatte – absolvierte er nur wenige Spiele in der NHL und kam hauptsächlich in den jeweiligen Farmteams zum Einsatz.
Im Sommer 2001 wechselte der Kanadier erstmals nach Europa, bestritt einige Spiele für die Bracknell Bees in der britischen Ice Hockey Superleague, und schloss sich dann den Kölner Haien aus der Deutschen Eishockey Liga (DEL) an. Nachdem er mit dem KEC im Frühjahr 2002 den Gewinn der Deutschen Meisterschaft gefeiert hatte, kehrte Bertrand noch einmal nach Nordamerika zurück und spielte eine Saison für die Hershey Bears in der AHL. Die Saison 2003/04 verbrachte er bei den Krefeld Pinguinen. Im Jahr 2005 wechselte er für eine weitere Spielzeit nach Deutschland, stieg dabei aber mit den Kassel Huskies aus der DEL ab. Zwischen 2006 und 2009 spielte er für Sønderjysk Elitesport in der ersten dänischen Liga. Nachdem Bertrand dort im Jahr Topscorer der Hauptrunde gewesen war, feierte er im folgenden Jahr den Gewinn der Dänischen Meisterschaft.
Daraufhin kehrte Bertrand nach Kanada zurück und spielte anschließend in der semiprofessionellen Ligue Nord-Américaine de Hockey (LNAH), in der er bereits die Saison 2004/05 verbracht hatte. Der Stürmer lief dort bis zum Sommer 2018 für die Cool FM 103,5 de Saint-Georges und Éperviers de Sorel-Tracy auf. Mit Saint-Georges feierte Bertrand zweimal den Gewinn der Coupe Futura bzw. Canam. Nach der Saison 2017/18 fungierte Bertrand bis zum November 2019 als Cheftrainer in Saint-Georges. Anschließend war er vor dem Hintergrund der COVID-19-Pandemie bis zum Sommer 2022 sporadisch für den Ligakonkurrenten Assurancia de Thetford aktiv, mit dem er im Jahr 2022 zum insgesamt dritten Mal die Coupe Canam gewann.

## Erfolge und Auszeichnungen
| - 2002 Deutscher Meister mit den Kölner Haien - 2008 Topscorer der AL-Bank-Ligaen-Hauptrunde - 2008 AL-Bank Ligaen All-Star Team - 2009 Dänischer Meister mit Sønderjysk Elitesport | - 2010 Coupe-Futura-Gewinn mit den CRS Express de Saint-Georges - 2011 Coupe-Canam-Gewinn mit den Cool FM 103,5 de Saint-Georges - 2015 Trophée Jonathan Delisle - 2022 Coupe-Canam-Gewinn mit den Assurancia de Thetford |

## Karrierestatistik
(Legende zur Spielerstatistik: Sp oder GP = absolvierte Spiele; T oder G = erzielte Tore; V oder A = erzielte Assists; Pkt oder Pts = erzielte Scorerpunkte; SM oder PIM = erhaltene Strafminuten; +/− = Plus/Minus-Bilanz; PP = erzielte Überzahltore; SH = erzielte Unterzahltore; GW = erzielte Siegtore; 1 Play-downs/Relegation; Kursiv: Statistik nicht vollständig)